# 祇王寺

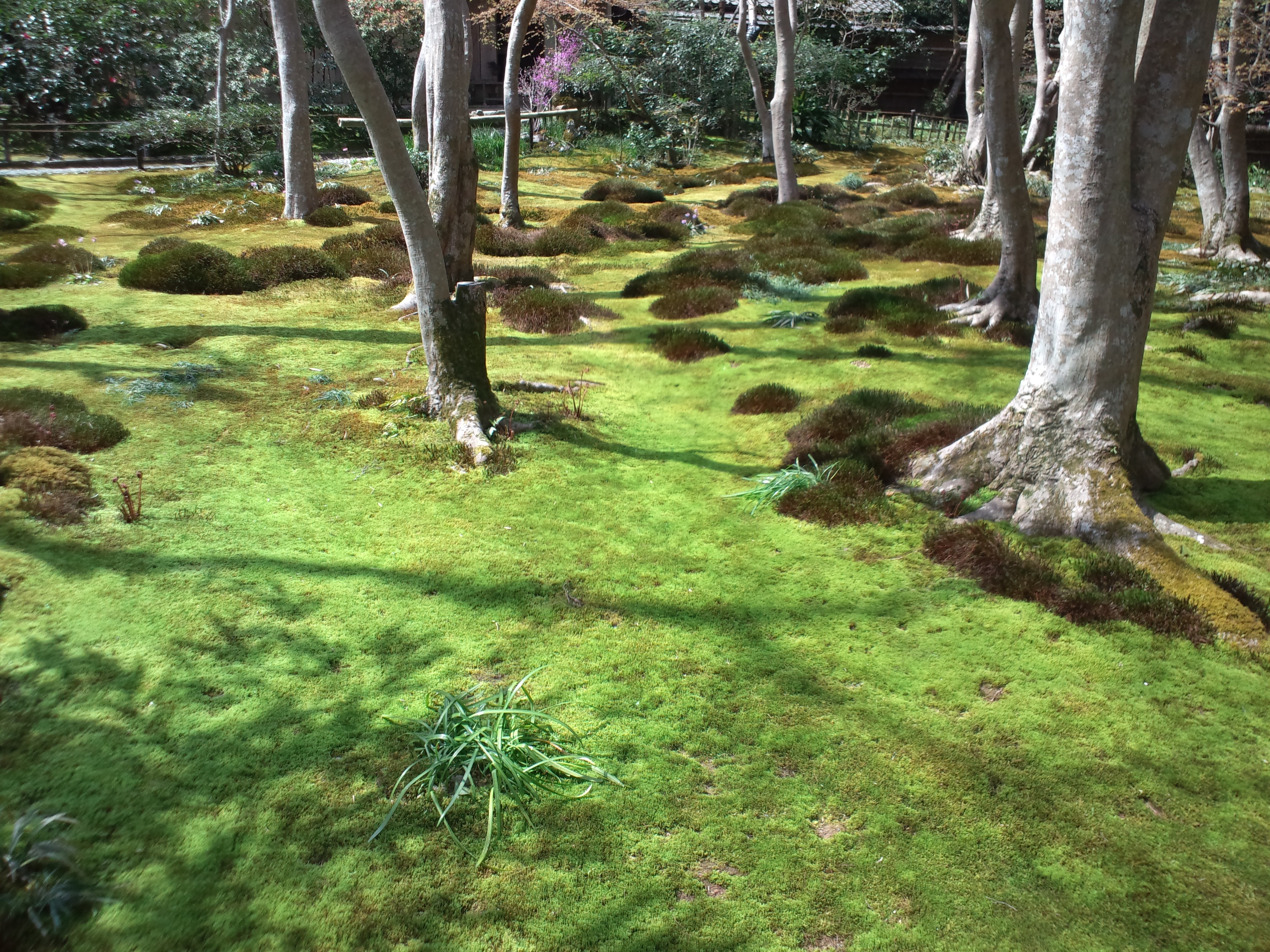
庭園

祇王寺（ぎおうじ）は、右京区嵯峨にある真言宗大覚寺派の寺院（尼寺）。大本山大覚寺の境外塔頭。山号は高松山。院号は往生院。本尊は大日如来。苔の庭で知られ、秋の散り紅葉が見事である。

## 歴史
法然の弟子・念仏房良鎮が創建したと伝えられる浄土宗の往生院が、そもそもの当寺のもととなっている。現在当寺が建っているこの地は往生院の旧跡である。
『平家物語』や『源平盛衰記』によれば、白拍子の祇王（21歳）は平清盛の寵愛を受けていた。そこに、若い仏御前（17歳）が現れてその座を奪われてしまい清盛の邸を追われた祇王は、妹の祇女（19歳）、母の刀自（45歳）とともに尼となった。それが嵯峨の奥にあった往生院に建てられていた庵であるという。この後に“いつか我が身も同じ運命”と悟った仏御前が旧怨を捨てた祇王母子に加わり、4人で念仏三昧の余生をこの地にて送ったという話が記載されている。
中世以降次第に衰退していった往生院は、明治初年には廃寺となり荒れ果てしまい、残された墓と木像等は旧地頭の大覚寺によって保管された。その時の大覚寺門跡楠玉諦師は、これを惜しんで往生院の再建を計画した。そこに、1895年（明治28年）に元京都府知事の北垣国道が嵯峨にある自らの別荘から茶室を寄進するとの話があったため、楠玉諦はこれを再建寺院の本堂とし、大覚寺の管理の下、古典故事の旧跡として、また尼寺として再興を遂げた。その際、寺名は新たにこの地にゆかりがあるとされた祇王からとって祇王寺とされ、大覚寺の境外塔頭となった。
以後約7年間は京都の水薬師寺の六条智鏡尼（眞照師）が住職を兼務したが、主に若い尼僧が交代で留守居していたに過ぎず、智鏡尼の他界後は長く住みつく尼もなく衰微し、無住となって再び荒廃した。1935年（昭和10年）からは東京新橋の元名物芸妓照葉こと高岡智照が庵主・智照尼として入庵し、寺男として寝起きをともにした又従姉弟とともに、その復興発展に尽くした。拝観料の徴収を始める1962年（昭和37年）までは、大原孫三郎、村松梢風、長島隆二ら篤志家による布施や喜捨のほか、智照尼の筆による短冊や色紙の頒布料で庵室を支えた。
本堂内には本尊の大日如来のほか平清盛と四尼僧の木像が安置され、境内には清盛の供養塔と祇王姉妹らを合葬した宝篋印塔が建立されている。

## 境内
- 本堂 - 草庵とも呼ばれる。控えの間にある大きな丸窓は吉野窓と呼ばれる[1]。
- 庫裏
- 庭園 - 苔の庭。
- 祇王・祇女・刀自の墓
- 平清盛供養塔
- 山門
- ギャラリー祇王寺

## 所在地
- 京都府京都市右京区嵯峨鳥居本小坂町32

## 交通アクセス
- 最寄鉄道駅
  - JR嵯峨嵐山駅下車徒歩20分
  - 京福電気鉄道嵐山駅下車徒歩20分
  - 阪急電鉄嵐山駅下車徒歩30分
- 最寄バス停留所
  - 嵯峨釈迦堂前（市バス28番・91番／京都バス64番・72番）下車徒歩15分。
  - 嵯峨小学校前（市バス11番）下車徒歩17分。